# Faraday Future FF 91
El Faraday Future FF 91 es un crossover tipo SUV eléctrico de batería de altas prestaciones presentado el 4 de enero de 2017 y desarrollado por el fabricante estadounidense Faraday Future. Tras múltiples retrasos, las primeras entregas se hicieron en mayo de 2023.

## Vista general

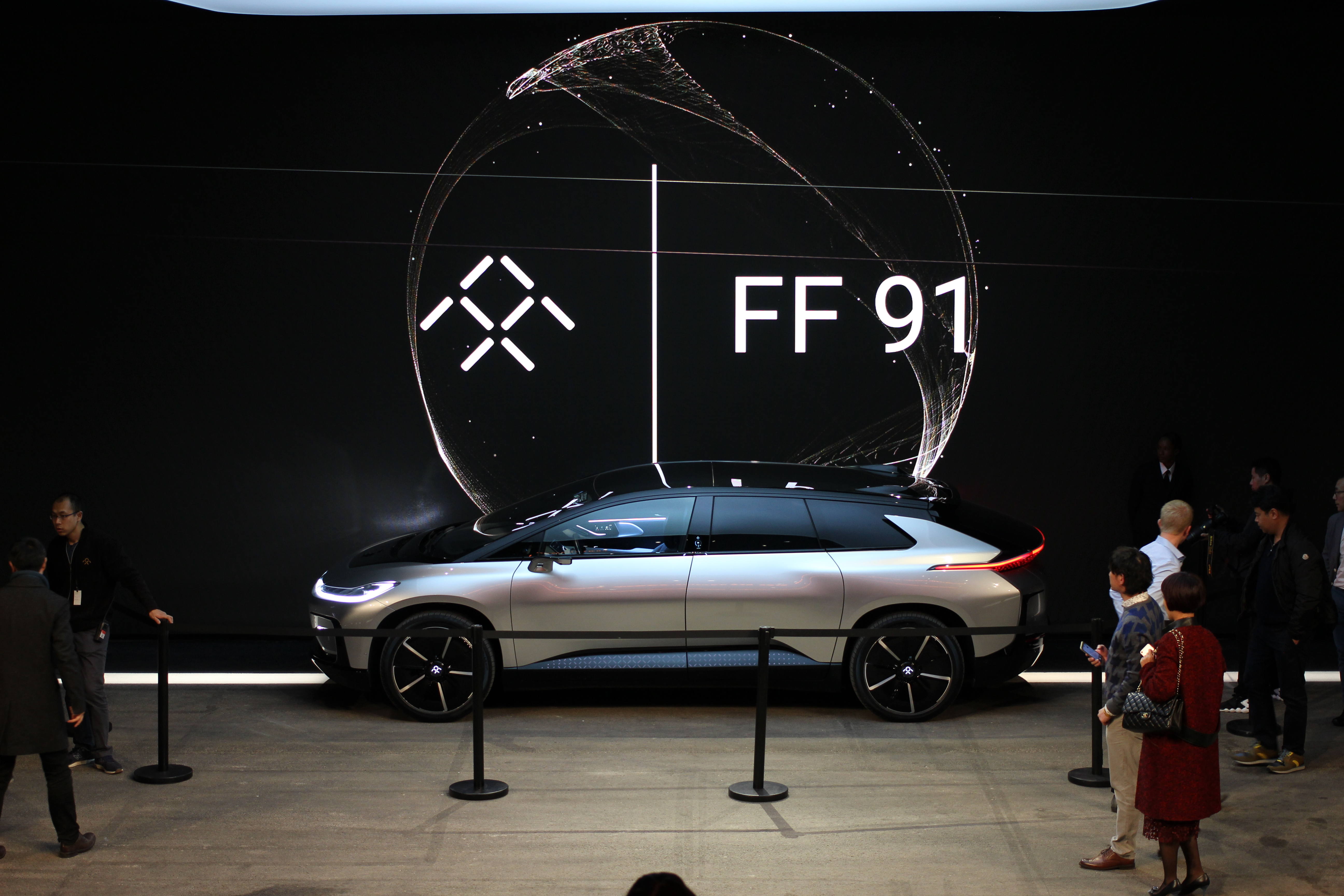
Presentación en 2017

Es un SUV de altas prestaciones en la categoría de lujo con un nivel avanzado de vehículo autónomo. Se planeaba iniciar su producción en 2018. Desde su presentación se pueden hacer reservas a través de la página web del fabricante.[cita requerida]

## Diseño
Cuenta con tres motores. El sistema de almacenamiento es mediante un paquete de baterías de iones de litio de 130 kWh (468 MJ) desarrollado por LG y Faraday.[cita requerida]